# Survivor Series (1996)
Survivor Series 1996 est le dixième Survivor Series, pay-per-view annuel de catch produit par la World Wrestling Entertainment. Il s'est déroulé le 17 novembre 1996 au Madison Square Garden de New York, New York.
En France, cet évènement a fait l'objet d'une diffusion sur Canal+, c'est d'ailleurs le dernier show de la World Wrestling Federation (WWF) à être diffusé sur Canal+ avant que la chaîne ne diffuse la World Championship Wrestling (WCW) .

## Résultats
- Free for All match (4 contre 4) Survivor Series match: Jesse James, Aldo Montoya, Bob Holly, et Bart Gunn def. The Sultan, Justin Bradshaw, Salvatore Sincere, et Billy Gunn (w/Iron Sheik et Uncle Zebekiah)(10:46)

| Élimination # | Catcheur            | Équipe              | Éliminé par         | Manière                                | Temps               |
| ------------- | ------------------- | ------------------- | ------------------- | -------------------------------------- | ------------------- |
| 1             | Aldo Montoya        | Team #1             | The Sultan          | Soumission sur un Camel Clutch         | 3:55                |
| 2             | Salvatore Sincere   | Team #2             | Bart Gunn           | Tombé après un side slam               | 6:55                |
| 3             | Bob Holly           | Team #1             | Justin Bradshaw     | Tombé après une clothesline            | 8:35                |
| 4             | Justin Bradshaw     | Team #2             | Jesse James         | Tombé avec un schoolboy                | 8:46                |
| 5             | The Sultan          | Team #2             | Jesse James         | Tombé avec un petit paquet             | 9:44                |
| 6             | Jesse James         | Team #1             | Billy Gunn          | Tombé après un Diving Leg Drop Bulldog | 9:59                |
| 7             | Billy Gunn          | Team #2             | Bart Gunn           | Tombé après un Flying Forearm Smash    | 10:46               |
| Survivant:    | Bart Gunn (Team #1) | Bart Gunn (Team #1) | Bart Gunn (Team #1) | Bart Gunn (Team #1)                    | Bart Gunn (Team #1) |
- (4 contre 4) Survivor Series match: Doug Furnas, Phil Lafon, Henry Godwinn, et Phineas Godwinn (w/Hillbilly Jim) def. Owen Hart, The British Bulldog, Marty Jannetty, et Leif Cassidy (w/Clarence Mason) (20:41)

| Élimination # | Catcheur                            | Équipe                              | Éliminé par                         | Manière                                     | Temps                               |
| ------------- | ----------------------------------- | ----------------------------------- | ----------------------------------- | ------------------------------------------- | ----------------------------------- |
| 1             | Marty Jannetty                      | Team #2                             | Henry Godwinn                       | Tombé après un slop drop                    | 8:12                                |
| 2             | Henry Godwinn                       | Team #1                             | Owen Hart                           | Tombé après un lariat                       | 8:18                                |
| 3             | Phineas Godwinn                     | Team #1                             | The British Bulldog                 | Tombé après un running powerslam            | 9:04                                |
| 4             | Leif Cassidy                        | Team #2                             | Phil Lafon                          | Tombé après une suplex de la deuxième corde | 13:43                               |
| 5             | The British Bulldog                 | Team #2                             | Phil Lafon                          | Tombé sur un schoolboy                      | 17:22                               |
| 6             | Owen Hart                           | Team #2                             | Doug Furnas                         | Tombé après une German suplex               | 20:41                               |
| Survivants:   | Doug Furnas et Phil Lafon (Team #1) | Doug Furnas et Phil Lafon (Team #1) | Doug Furnas et Phil Lafon (Team #1) | Doug Furnas et Phil Lafon (Team #1)         | Doug Furnas et Phil Lafon (Team #1) |
- The Undertaker def. Mankind(14:52)
  - Undertaker a effectué le tombé sur Mankind après un Tombstone Piledriver.
  - Paul Bearer était suspendu au-dessus du ring dans une cage tout au long du match. Une stipulation disait que si Undertaker gagnait, il pouvait s'en prendre à Bearer, cependant, The Executioner est intervenu pour l'en empêcher.
- (4 contre 4) Survivor Series match: Marc Mero, Rocky Maivia, Jake Roberts, et The Stalker (w/Sable) def. Crush, Jerry Lawler, Hunter Hearst Helmsley, et Goldust (w/Marlena) (23:44)

| Élimination # | Catcheur                   | Équipe                 | Éliminé par            | Manière                         | Temps                  |
| ------------- | -------------------------- | ---------------------- | ---------------------- | ------------------------------- | ---------------------- |
| 1             | Jerry Lawler               | Team #2                | Jake Roberts           | Tombé après un DDT              | 10:01                  |
| 2             | The Stalker(Barry Windham) | Team #1                | Goldust                | Tombé après un Curtain Call     | 12:44                  |
| 3             | Hunter Hearst Helmsley     | Team #2                | Marc Mero              | Tombé après un Wild Thing       | 19:20                  |
| 4             | Marc Mero                  | Team #1                | Crush                  | Tombé après un heart punch      | 20:36                  |
| 5             | Jake Roberts               | Team #1                | Crush                  | Tombé après un heart punch      | 20:54                  |
| 6             | Crush                      | Team #2                | Rocky Maivia           | Tombé après un flying bodypress | 23:12                  |
| 7             | Goldust                    | Team #2                | Rocky Maivia           | Tombé après un shoulderbreaker  | 23:44                  |
| Survivant:    | Rocky Maivia (Team #1)     | Rocky Maivia (Team #1) | Rocky Maivia (Team #1) | Rocky Maivia (Team #1)          | Rocky Maivia (Team #1) |
- Bret Hart def. Steve Austin (24:41)
  - Hart a effectué compte de trois sur Austin après avoir renversé un Million Dollar Dream en un tombé.
  - C'était le match de retour de Bret après 8 mois d'absence.
- (4 contre 4) Survivor Series match: Faarooq, Vader, Razor Ramon II, et Diesel II (w/Clarence Mason) ont combattu Flash Funk, Jimmy Snuka, Savio Vega, et Yokozuna pour un match nul (9:48)

| Élimination # | Catcheur                                                    | Équipe             | Éliminé par | Manière                                                                                  | Temps    |
| ------------- | ----------------------------------------------------------- | ------------------ | ----------- | ---------------------------------------------------------------------------------------- | -------- |
| 1             | Savio Vega                                                  | Team #2            | Diesel II   | Tombé après un Jackknife Powerbomb                                                       | 8:39     |
| 2             | Razor Ramon II                                              | Team #1            | Jimmy Snuka | Tombé après un superfly splash                                                           | 9:28     |
| 3             | Faarooq, Vader, Diesel II, Flash Funk Jimmy Snuka, Yokozuna | Team #1 et Team #2 | Personne    | DQ, les catcheurs restants étaient disqualifiés pour s'être battus à l'extérieur du ring | 9:48     |
| Survivants:   | Personne                                                    | Personne           | Personne    | Personne                                                                                 | Personne |
- Sycho Sid def. Shawn Michaels (w/Jose Lothario) pour remporter le WWF Championship (20:02)
  - Sid a effectué le tombé sur Michaels après l'avoir frappé avec une camera et exécuté une Powerbomb.